# Adriaan van Veldhuizen
Adrianus (Adriaan) van Veldhuizen (Groningen, 4 februari 1932 – Winsum (Gr.), 6 april 2013) was een Nederlands politicus namens de PvdA.
Van Veldhuizen doorliep het Marnix Gymnasium in Rotterdam en studeerde theologie aan de Rijksuniversiteit Leiden en deed daar ook de predikantenopleiding voor de Nederlandse Hervormde Kerk. Hij was adjunct-directeur van een Volkshogeschool in Uithuizen en was actief in de lokale en provinciale politiek voor hij in 1977 in de Eerste Kamer kwam. Hij was woordvoerder op het gebied van volkshuisvesting, justitie en binnenlandse zaken.
In 1990 werd Van Veldhuizen onderscheiden als Ridder in de Orde van de Nederlandse Leeuw. Hij is een zoon van schrijver en predikant Gijsbert van Veldhuizen en de kleinzoon van hoogleraar theologie Adrianus van Veldhuizen. Zijn broer is voormalig burgemeester Eppo van Veldhuizen.
- Biografisch Portaal: 97304386
- Parlement.com: vg09llieijp6